# Stallental
La Stallental est une vallée du massif des Karwendel, perpendiculaire de l'Inntal.

## Géographie
La vallée est traversée par le Stallenbach, qui forme une gorge dans cette région. Plus loin, le Stallenboden est un ruisseau qui ne coule qu'après de fortes pluies. La partie inférieure de la gorge du ruisseau s'appelle Wolfsklamm. Juste au-dessus du Wolfsklamm, perché sur un rocher sur le côté gauche de la vallée à 898 m d'altitude, l'abbaye St. Georgenberg est un lieu de pèlerinage. La partie de la gorge entre St. Georgenberg et le Stallenboden n'est pas accessible à pied. Ici coule également à 880 m d'altitude le Gamsbach, qui traverse le Gamsgartenklamm profondément découpé, jusque dans le Stallenbach.
La gorge du ruisseau traverse le Stallenboden, un vaste pâturage, entrecoupé d'arbres et d'arbustes. La couverture arborée (50 à 300 ans) est abattue en octobre-novembre 2013 à la demande de l'abbaye de Fiecht. La procédure est critiquée en raison du changement durable dans le paysage, mais est légalement approuvée par l'administration du district de Schwaz. À l'extrémité est du Stallenboden, se situe à 1 340 m d'altitude le Stallenalm, qui est cultivé en été. Le Grubachgraben se jette au nord dans la Stallental. Au plus haut de la Stallental, se trouve à 1 953 m d'altitude le Lamsenjochhütte.
La partie de la vallée autour de l'abbaye fait partie de l'Alpenpark Karwendel.

### Montagnes
Au sud, la Stallental est encadrée par la partie orientale du chaînon de Hinterautal-Vomper. Les montagnes ont des falaises importantes. La montagne la plus haute est le Hochnissl (2 547 m), à l'est le Mittagspitze et le Fiechter Spitze. À l'ouest se trouve le Lamsenspitze. Au nord de la vallée se trouve le Rauer Knöll entre la Stallental et le Grubachgraben. Au nord, il y a aussi le Rappenspitze et le Stanser Joch.